# Nadační fond Generace 21
Nadační fond Generace 21 je nadační fond založený v roce 2000, který letech 2015 až 2016 financoval projekt občanské iniciativy přesídlení 153 iráckých křesťanů z Libanonu a Iráckého Kurdistánu do Česka. Česká vláda schválila program přesídlení 14. prosince 2015. Záštitu nad projektem přesídlení převzaly Česká biskupská konference spolu s Ekumenickou radou církví.
Podporu projektu přesídlení iráckých křesťanů veřejně deklarovala také iniciativa Islám v České republice nechceme, a jako krok správným směrem ho podpořil také katolický teolog Tomáš Halík.

## Přesídlení iráckých křesťanů

### Příprava
Skupina českých občanů znepokojená situací iráckých křesťanů, poté co byl severní Irák obsazen bojovníky Islámského státu založila v lednu 2015 účet na nějž je možné zasílat finanční prostředky, které dosáhly 10 milionů korun. Za právní rámec činnosti byla zvolena forma nadačního fondu. Na základě jednání s českou vládou bylo dohodnuto, že náklady na přesun iráckých rodin uhradí nadační fond v plné výši. Úkolem fondu bylo rovněž zajištění ubytovaní, přístupu k sociálnímu, právnímu a psychologickému poradenství pro řešení problémů s adaptací v novém prostředí, a také možnost intenzivní výuky českého jazyka spolu se sociokulturními kurzy. Úkolem státních orgánů bylo provedení bezpečnostní prověrky a následné udělení azylu. Vláda pověřila Ministerstvo vnitra mandátem k přerušení projektu, pokud si to okolnosti vyžádají.
V rámci projektu mělo být přesídleno celkem 153 lidí. Konkrétně šlo 130 vnitřně vysídlených lidí z iráckého Kurdistánu a 23 iráckých uprchlíků z Libanonu. Skupinka libanonských uprchlíků splňovala definici mandatorních uprchlíků OSN a mohli tak být započítáni do závazku Česka přijmout 400 uprchlíků v rámci řešení evropské migrační krize. Samotné přesídlení mělo proběhnout ve čtyřech etapách mezi lednem a dubnem 2016.

### Průběh
První skupina 10 iráckých křesťanů přilétla z Libanonu do Česka 24. ledna 2016. Nadační fond Generace 21 jim zajistil ubytovnu v Okrouhliku u Jihlavy. Zbylých 17 uprchlíků z Libanonu přiletělo do Česka až 5. února kvůli průtahům ze strany libanonských úřadů. Celá skupina uprchlíků z Libanonu byla ubytována v Okrouhliku u Jihlavy.
Dne 19. února přiletělo do Česka celkem 41 osob z Iráku a další skupina 21 iráckých křesťanů přiletěla 20. března. Celkem do Česka v rámci projektu dorazilo 89 osob. Uprchlíci byli ubytování v Praze, Brně a také ve Smilovicích.

### Problémy
11. února 2016 se Nadační fond Generace 21 ohradil proti reportáži televize Prima týkající se integrace iráckých přesídlenců v Jihlavě. Reportéry obvinil ze zmanipulování rozhovoru s jedním z uprchlíků, který si dle reportáže Primy stěžoval na nabízené nekvalitní bydlení. Další překladatel z arabštiny potvrdil, že výňatky z rozhovoru byly vytržené z kontextu.
Posléze TV Prima za účasti dalších překladatelů z arabštiny dokázala, že vycházela z relevantních argumentů a její překlad byl správný.[zdroj⁠?!] O činnost Generace 21 se na upozornění TV Prima začala zajímat policie.[zdroj⁠?!]
Dne 2. dubna 2016 skupina 25 křesťanských uprchlíků z Iráku, původně ubytovaných v Okrouhlíku u Jihlavy odjela v pronajatém autousu do Německa a vzápětí je po překročení hranic zadržela německá policie. Čeští řidiči autobusu byli pro podezření z převaděčství, vzati do vazby, ze které byli propuštěni v neděli 3. dubna. Po několika zmatených prohlášeních z německé strany, kdy bylo naznačováno, že německá strana uprchlíky přijme, pak ve čtvrtek 6. dubna české ministerstvo vnitra obdrželo od Německa žádost, aby si je Česko vzalo zpět. Česká strana tuto žádost kvůli formálním chybám odmítla přijmout.
Dne 7. dubna 2016 z Česka odcestovala skupina osmi iráckých křesťanů, která dosud pobývala v Brně. Odpoledne odletěli z Prahy do Istanbulu, odtamtud míří do Iráku. Skupinu tvoří dva prarodiče a dvě jejich dcery, z nichž jedna odchází do Iráku s manželem a dvěma dětmi, zatímco druhá cestuje s dítětem. Její manžel se rozhodl zůstat v Brně. Podle Miroslava Makovičky z nadačního fondu Generace 21, který pobyt Iráčanů v Česku zajišťuje, se lidé představující tři generace jedné rodiny rozhodli k návratu, protože se prarodičům stýskalo po domově.
14. dubna 2016 požádala další skupina 16 Iráčanů ubytovaných v Brně o vydání cestovních pasů.

### Ukončení projektu přesídlení
Dne 7. dubna 2016 v reakci na předchozí události česká vláda zrušila projekt Nadačního fondu Generace 21 (NFG21) na přesídlení 153 iráckých křesťanů z Iráku a Libanonu do ČR. Integraci již přesídlených lidí bude nadále zajišťovat Nadační fond Generace 21.